# Josef Pinkus
Josef Pinkus (ur. 26 października 1829 w Nysie, zm. 9 stycznia 1909 w Prudniku) – niemiecki przemysłowiec pochodzenia żydowskiego, filantrop.

## Życiorys

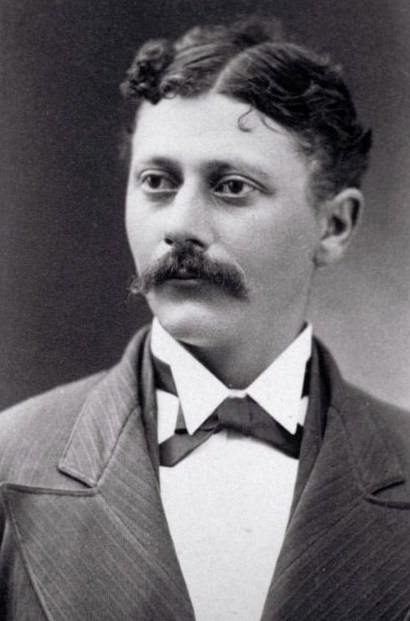
Młody Josef Pinkus

Josef Pinkus pochodził z rodziny żydowskiej. Jego ojcem był Chajim (Chaim, Heiman) Pinkus, a matką Blümele (Dorothea) Proskauer.
W 1843 wyjechał z Nysy do Prudnika, gdzie zatrudnił się jako uczeń w fabryce włókienniczej Samuela Fränkla (późniejsze ZPB „Frotex”). Panował wtedy zwyczaj, że chłopcy którzy po wstąpieniu do firmy jako praktykanci wykazali się solidnością i pilnością, a także wydawali się być odpowiednimi kandydatami na zięcia, jeżeli tylko wykazali chęć wzięcia za żonę którejś z córek właściciela, przyjmowani byli do rodziny. Zgodnie z tą tradycją, 18 sierpnia 1856 Josef Pinkus poślubił córkę Samuela Fränkla – Augustę. 3 grudnia 1857 urodził się ich pierwszy potomek – Max. 14 września 1858 urodził się ich drugi syn – Ernest Leopold, jednak zmarł w wieku pięciu lat z powodu wodogłowia. Kolejnym dzieckiem była Olga, urodzona w 1861, lecz także ona nie przeżyła wieku dziecięcego (zmarła w 1865). Ostatnim dzieckiem urodzonym w małżeństwie była Hedwig, która w 1883 poślubiła późniejszego noblistę Paula Ehrlicha.
W 1864 firmę przekształcono w otwartą spółkę handlową Die Offene Handelsgesellschaft S. Fränkel. Współudziałowcy firmy S. Fränkel tworzyli 3 grupy robocze. Do pierwszej należeli Josef Pinkus i Albert Fränkel, do drugiej Abraham Fränkel, a do trzeciej Emanuel i Hermann Fränkel. W przypadku przejścia któregoś z nich na emeryturę lub śmierci, jego miejsce zajmował inny członek rodziny, którego część udziałów wzrastała proporcjonalnie do stażu pracy.

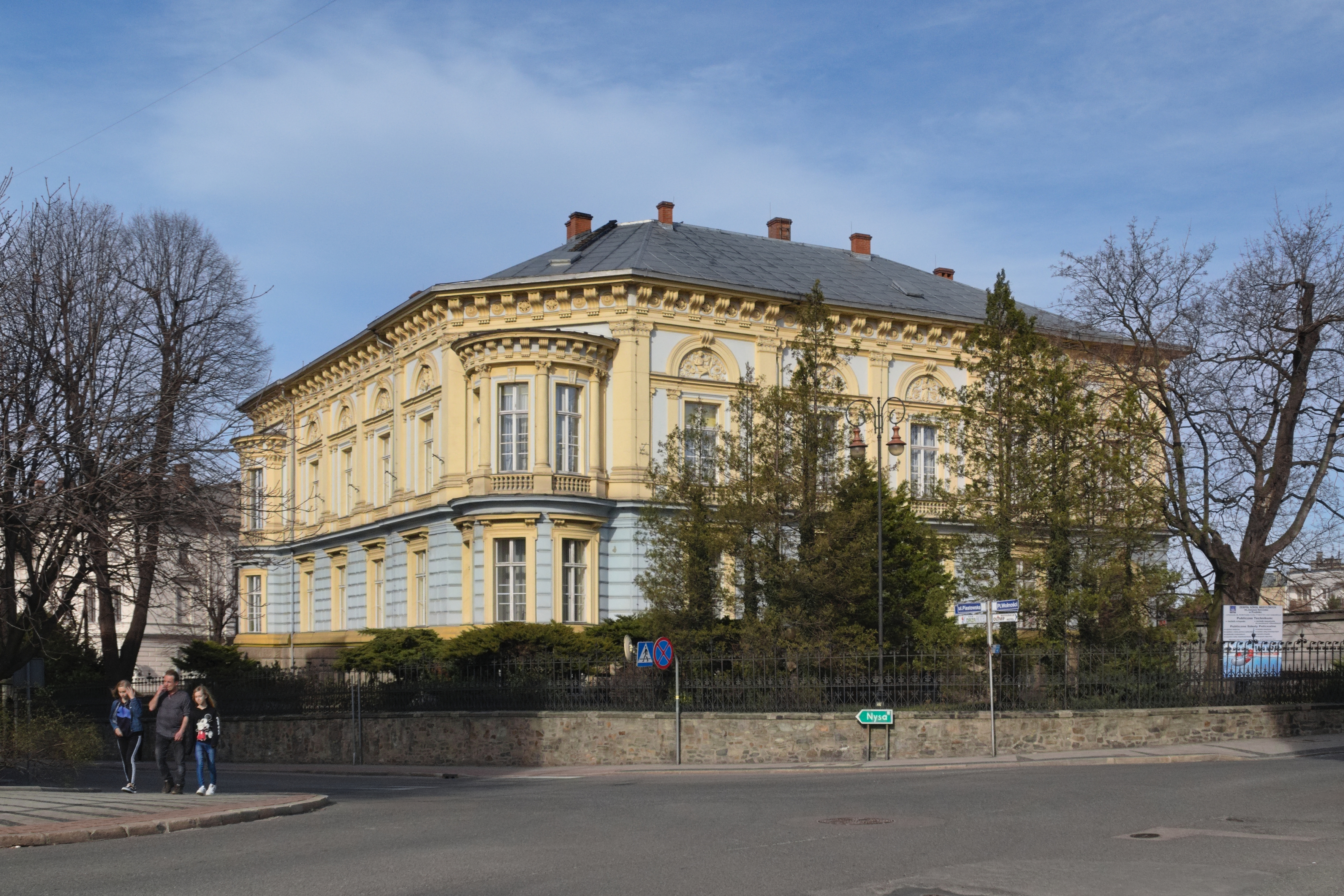
Willa przy ul. Piastowskiej 26

Pinkusowie zajmowali małe mieszkanie. Następnie przeprowadzili się na Victoriaplatz (ob. plac Szarych Szeregów), a w 1873 rodzina zamieszkała w willi przy ul. Piastowskiej 26, w której obecnie mieści się Zespół Szkół Medycznych, wzniesioną przez Josefa Pinkusa i Emanuela Fränkla. Pokoje wypełnione były japońskimi brązami, fajansami, chińskimi naczyniami, dziełami starej sztuki tkactwa i hafciarstwa. Josef Pinkus kolekcjonował również śląskie cyny i szkła oraz przedmioty kultu religijnego, przede wszystkim wyroby złotnicze. W domu Pinkusów przyjmowano ważnych gości, związanych najczęściej z interesami prowadzonymi przez Josefa. Wizyty złożyli m.in.: kardynał Georg von Kopp, minister von Hammerstein oraz późniejszy feldmarszałek Haeseler.
Oprócz pracy w zakładach S. Fränkel, Josef poświęcał się działalności w sferze publicznej. Pełnił funkcję radnego powiatowego oraz zasiadał w radzie miasta. Był współzałożycielem Opolskiej Izby Handlowej, członkiem Okręgowej Rady Kolejowej we Wrocławiu, Centralnego Stowarzyszenia Niemieckich Przemysłowców Przemysłu Płócienniczego, Śląskiego Tekstylnego Związku Zawodowego oraz Zrzeszenia Śląskich Przemysłowców Tekstylnych. W 1895 otrzymał tytuł tajnego radcy handlowego.
28 lutego 1899 został odznaczony orderem Orła Czerwonego III klasy, a w 1906 otrzymał tytuł honorowego obywatela Prudnika. W 1896 Albert i Abraham Fränklowie oraz Josef Pinkus ufundowali naturalnej wielkości obrazy olejne cesarzy Wilhelma I, Fryderyka III i Wilhelma II, które zostały umieszczone na ścianach sali posiedzeń w budynku prudnickiego magistratu. Wraz z Emanuelem Fränklem ufundował witraże zdobiące okna synagogi w Prudniku. W 1906 wraz z Emanuelem i Albertem Fränklem podarował 200 000 marek na budowę Łaźni Miejskiej.

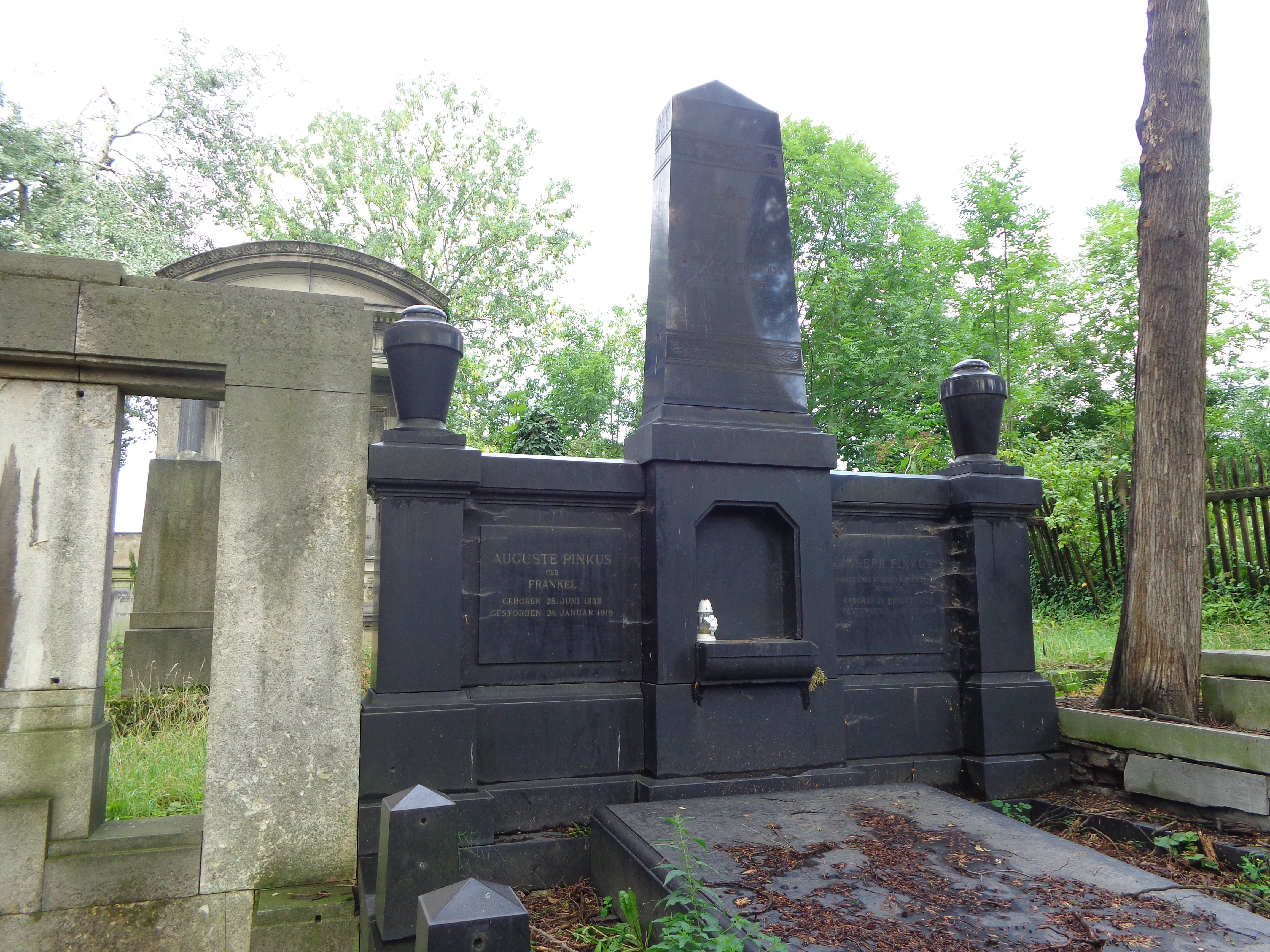
Grób Josefa i Augusty Pinkus

Brał udział w pracach Komitetu Założycielskiego Kuchni Ludowych, który rozpoczął działanie podczas ostrej zimy, 13 grudnia 1879. Kuchnia miała sprzedawać potrzebującym pożywną zupę z kawałkiem mięsa po 10 fenigów za całą porcję, a jej połowę za 50 fenigów. Jej działalność przyczyniła się do zmniejszenia zachorowalności mieszkańców. W 1899 przekazał pieniądze na nowe łóżka dla szpitala przy klasztorze bonifratrów w Prudniku. W 1906 wsparł częściowo renowację kościoła Świętych Apostołów Piotra i Pawła, jak również przekazał datek pieniężny na chorych. Utworzył dwa fundusze stypendialne dla gimnazjum w Prudniku, jeden o wartości 5500 marek, drugi 5175,95 marek. Aktem jego ostatniej woli było przeznaczenie jeszcze 5000 marek dla gimnazjum. Ofiarował gminie Prudnik 10 000 marek na fundusz, którego odsetki miały być rozdawane biednym w każdą rocznicę jego śmierci. Przeznaczył również 3000 marek na pomoc potrzebującym, która miała być im przekazana po jego zgonie. Został pochowany na cmentarzu żydowskim w Prudniku.